# São Vicente (Madeira)
São Vicente es una ciudad en la isla de Madeira ( Portugal), cuya población es de 8 804 habitantes (2001).

## Demografía
| 11 454                                                   | 8104 | 9684 | 11 603 | 8501 | 7695 | 6198 | 6063 |
| (Fuente: Instituto Nacional de Estadísticas de Portugal) |      |      |        |      |      |      |      |

## Geografía
|                        | Norte: Océano Atlántico              |               |
| Oeste: Porto Moniz     |                                      | Este: Santana |
| Sudoeste: Ponta da Sol | Sur: Câmara de Lobos y Ribeira Brava |               |

### Distribución poblacional
1. Boaventura: 1537 hab.
2. Ponta Delgada: 1325 hab.
3. São Vicente: 3336 hab.